# كريس هال (فيزيائي)
كريس هال (بالإنجليزية: Chris Hull)‏ (و. 1957  م) هو فيزيائي، وأستاذ جامعي بريطاني، هو عضوٌ في الجمعية الملكية.

## التعليم
تعلم في جامعة كامبريدج، وتحصل منها على دكتوراة في الفلسفة، وتعلم في Haberdashers' Boys' School ‏
.

## جوائز
حصل على جوائز منها:
- جائزة ديراك لمؤسسة الفيزياء  [لغات أخرى]‏ (2003)
- زميل في الجمعية الملكية
- زمالة معهد الفيزياء